# Un ángel sin pudor
Un ángel sin pudor es una película argentina en blanco y negro dirigida por Carlos Hugo Christensen sobre guion de Alejandro Casona según la obra Un petit ange de rien du tout de Claude-André Puget que se estrenó el 10 de marzo de 1953 y que tuvo como protagonistas a Ángel Magaña y Susana Freyre.

## Sinopsis
Un ángel que baja a la tierra en forma de mujer vive una historia de amor.

## Reparto
- Ángel Magaña
- Cayetano Biondo
- Delfy de Ortega
- Gloria Ferrandiz
- Nicolás Fregues
- Susana Freyre
- Ermete Meliante
- Héctor Méndez
- Aída Villadeamigo
- Pedro Pompillo

## Comentario
Para Manrupe y Portela es “una de las mejores comedias del “más allá”, bastante poco vista en la actualidad. Su lirismo, su fino humor que parte de un asunto poco transitado y la labor destacada de la protagonista merecerían una revalorización”.

## Premio
La Academia de Artes y Ciencias Cinematográficas de la Argentina le otorgó a Gori Muñoz el premio Cóndor Académico a la mejor escenografía de 1953 por esta película.	